# Браун, Морган
Морган Ли Браун (англ. Morgan Lea Brown; род. 29 ноября 1999, Лестер, Восточный Мидленд) — английский футболист, опорный полузащитник лимасольского «Аполлона».

## Карьера

### Начало карьеры
Воспитанник академии «Лестер Сити», к которой присоединился в возрасте 7 лет. Прошёл в академии команды различных возрастов, вплоть до молодёжного состава до 23 лет. В августе 2018 года присоединился к шотландскому клубу «Абердин». Выступал за молодёжную команду клуба. Также сыграл матч в рамках шотландского кубка вызова 14 августа 2018 года за вторую команду против «Рэйт Роверс». В июле 2019 года присоединился к клубу «Стратфорд Таун» из южной футбольной лиги. Провёл за клуб всего лишь 2 матча и вскоре покинул его.

### «Арис» Лимасол

#### Начало карьеры
В августе 2019 года футболист на правах свободного агента присоединился к кипрскому «Арису», вместе с которым стал выступать во Втором дивизионе. По итогу дебютного сезона футболист вместе с клубом был одним из претендентов на повышение в высший дивизион, однако затем чемпионат был приостановлен в связи с пандемией COVID-19. Новый сезон футболист также начал в роли одного из ключевых игроков кипрского клуба, вместе с которым по итогу смог выйти в высший дивизион. Свой дебютный матч в чемпионате футболист сыграл 22 августа 2021 года против никосийского «Олимпиакоса», выйдя на замену на 86 минуте. На протяжении первой части чемпионата футболист оставался игроком замены, однако начиная с весеннего отрезка 2022 года футболист смог закрепиться в основной команде клуба. По итогу сезона футболист вместе с клубом занял итоговое четвёртое место в чемпионате, выйдя в зону квалификаций Лиги конференций УЕФА.

#### Сезон 2022/23
В июне 2022 года футболист подписал с клубом новый трёхлетний контракт. В июле 2022 года футболист вместе с клубом отправился на квалификационные матчи Лиги конференций УЕФА. Первый матч футболист сыграл 21 июля 2022 года против азербайджанского клуба «Нефтчи». По итогу ответного матча 28 июля 2022 года азербайджанский «Нефтчи» оказался сильнее и прошёл в следующий квалификационный раунд, а сам футболист получил прямое удаление с поля. Первый матч в чемпионате сыграл 28 августа 2022 года против лимассольского клуба АЕЛ, выйдя на поле в стартовом составе. Дебютный гол за клуб забил 2 сентября 2022 года в матче против «Олимпиакоса». По итогу сезона досрочно стал победителем кипрского чемпионата. На протяжении всего сезона футболист был в клубе одним из основных игроков, отличившись 3 забитыми голами и 2 результативными передачами.

#### Сезон 2023/24
Новый сезон футболист начал с победы за Суперкубок Кипра, где 21 июля 2023 года победили никосийскую «Омонию». В августе 2023 года футболист вместе с клубом отправился на квалификационные матчи Лиги чемпионов УЕФА. Первый матч в рамках еврокубкового турнира сыграл 15 августа 2023 года против польского клуба «Ракува», по итогу которого футболист вместе с клубом вылетел в раунд плей-офф Лиги Европы УЕФА. Первый матч в чемпионате сыграл 21 августа 2023 года против клуба АЕК. Вместе с клубом вышел в групповой этап Лиги Европы УЕФА, победив в квалификационном раунде плей-офф словацкий «Слован», в ответном матче отличившись забитым голом. Первый матч в рамках группового этапа Лиги Европы УЕФА сыграл 21 сентября 2023 года против чешской «Спарты». По итогу группового этапа Лиги Европы УЕФА футболист вместе с клубом занял итоговое последнее место и завершил своё выступление на еврокубковом турнире. Первым забитым голом в чемпионате футболист отличился 6 февраля 2024 года в матче против клуба «Неа Саламина». На протяжении сезона футболист выступал за клуб в роли одного из основных игроков, отличившись 3 забитыми голами во всех турнирах.

#### Сезон 2024/25
Новый сезон футболист начал с матча 21 сентября 2024 года против лимасольского «Аполлона», выйдя на замену на 80 минуте. Первым забитым голом за клуб футболист отличился 30 октября 2024 года в матче Кубка Кипра против клуба АСИЛ. Однако футболист большую часть сезона провёл на скамейке запасных, став появляться на поле лишь под конец сезона. Первым забитым голом в чемпионате футболист отличился в своём последнем матче 18 мая 2025 года против лимасольского «Аполлона». По итогу сезона футболист вместе с клубом стал серебряным призером чемпионата. Всего за сезон футболист успел отличиться 2 забитыми голами во всех турнирах. На следующий день, после последнего сыгранного матча, лимасольский клуб объявил об уходе футболиста, за который англичанин выступал на протяжении 6 лет.

### «Аполлон» Лимасол
В июне 2025 года футболист на правах свободного агента присоединился к лимасольскому «Аполлону», подписав двухлетний контракт.

## Статистика
| Сезон   | Дивизион | Клуб           | Страна      | Матчи | Голы |
| ------- | -------- | -------------- | ----------- | ----- | ---- |
| 2019/20 | Д8       | Стратфорд Таун | Флаг Англии | 2     | 0    |
| 2019/20 | Д2       | Арис (Лимасол) | Флаг Кипра  | 14    | 0    |
| 2020/21 | Д2       | Арис (Лимасол) | Флаг Кипра  | 30    | 0    |
| 2021/22 | Д1       | Арис (Лимасол) | Флаг Кипра  | 19    | 0    |
| 2022/23 | Д1       | Арис (Лимасол) | Флаг Кипра  | 30    | 3    |
| 2023/24 | Д1       | Арис (Лимасол) | Флаг Кипра  | 28    | 2    |
| 2024/25 | Д1       | Арис (Лимасол) | Флаг Кипра  | 7     | 1    |

## Достижения
«Арис» Лимасол
- Чемпион Кипра: 2022/23
- Обладатель Суперкубка Кипра: 2023